# Plaines Wilhems
Plaines Wilhems – jeden z 9 dystryktów Mauritiusa, ze stolicą w Beau Bassin-Rose Hill.

## Sąsiednie dystrykty
- Black River – zachód
- Port Louis – północ
- Grand Port – południowy wschód
- Grand Port - wschód
- Moka - północny wschód
- Savanne - południe